# Жоао Лукас
Жоао Нуно да Силва Кардозо Лукас (порт. João Nuno da Silva Cardoso Lucas; 25. октобар 1979 — 26. мај 2015) био је португалски фудбалер. Играо је на позицији везног играча.

## Каријера
Каријеру је почео у Академици, за чији први тим је дебитовао у сезони 1999/00, а касније је играо за Боависту у чијем дресу је за три сезоне одиграо 86 утакмица у Првој лиги Португала.
У јуну 2007. је потписао трогодишњи уговор са Црвеном звездом. Дебитовао је за црвено-беле 4. јула 2007. на пријатељској утакмици против Олимпије из Љубљане. Прву такмичарску утакмицу је одиграо 1. августа 2007. против Левадије у 2. колу квалификација за Лигу шампиона. Са Црвеном звездом није успео да се пласира у Лигу шампиона, јер су црвено-бели након елиминације Левадије испали од Ренџерса. Након тога је преко Гроцлина изборен пласман у групну фазу Купа УЕФА где су противници били Бајерн Минхен, Арис, Болтон и Брага. Лукас је наступио на свих 10 европских утакмица Црвене звезде у овој сезони. Поред тога је одиграо и 13 утакмица у Суперлиги Србије, где је постигао и једини гол у црвено-белом дресу, 12. децембра 2007. у победи 4:0 над чачанским Борцем на Маракани. Последњи пут за Црвену звезду је наступио 19. децембра 2007. године на утакмици против Браге. У црвено-белом дресу је одиграо 23 такмичарске утакмице, а током боравка у београдском клубу са га тренирала тројица тренера, Бошко Ђуровски, Милорад Косановић и Александар Јанковић.
Након тога, Лукашу је установљен проблем са срцем због којег је 17. марта 2008. објавио да завршава своју играчку каријеру. Преминуо је 26. маја 2015. у Порту од последица срчаног удара.